# نیروی پیرلز-نابارو
نیروی پیرلز-نابارو (به انگلیسی: Peierls-Nabarro force) یا نیروی پیرلز به نیرویی گفته می‌شود که برای حرکت نابجایی در داخل یک شبکه بلوری لازم است. میزان تنش متناظر، تنش پیرلز-نابارو نامیده می‌شود.
مشخص شده‌است که نیروی پیرلز به صورت زیر به عرض نابجایی (W) و فاصله بین صفحات بلوری (a)، بردار برگر (b) وابسته است.
{\displaystyle \tau _{p-n}\propto G\exp -({\frac {2\pi W}{b}})}
{\displaystyle W={\frac {a}{1-\nu }}}